# 齊藤仁
齊藤 仁（さいとう じん、1977年6月21日 - ）は東京都出身で福岡県在住の競艇選手。登録番号3978。同期には須藤博倫、坂口周、永井聖美、重野哲之、秋山直之、大瀧明日香らがいる。

## 来歴
- 昭和第一高等学校卒業。
- 1998年11月11日 地元平和島競艇場にてデビュー（5着）。
- 2002年2月 多摩川競艇場の周年記念でGI初出場。
- 2002年7月 江戸川競艇場の一般戦で初優勝。
- 2006年5月 モーターボート記念競走（桐生競艇場）でSG初出場

## 獲得タイトル

### GI
- 2012年赤城雷神杯（桐生競艇場）[1]。
- 2013年全日本覇者決定戦（若松競艇場）[2]。
- 2020年トコタンキング決定戦（常滑競艇場) [3]。

## 人物・エピソード
2008年4月に妻の実家の福岡へ引っ越しをしたため現住所は福岡県だが、所属は東京支部のままである。